# Objectificatie
Van objectificatie is sprake wanneer een mens of een dier louter als een object beschouwd en behandeld wordt.

## Kenmerken
Volgens de filosoof Martha Nussbaum heeft de objectificatie van een mens of een dier een of meer van de volgende kenmerken:
- instrumentalisatie - behandeling als gebruiksobject uit eigenbelang
- ontkenning van het zelfbeschikkingsrecht
- inertie - ontkenning van de handelingsbekwaamheid of het zelfbeheersingsvermogen
- eigendom - als bezit zien
- gewelddadigheid - denken dat men persoon of dier fysiek mag schaden
- ontkenning van de subjectiviteit - gevoelens, ervaringen en de algemene ontwikkeling van persoon of dier negeren.[1]

De belangrijkste vormen van objectificatie zijn seksuele, economische, politieke, raciale en sociale objectificatie. In de praktijk gaan deze verschillende vormen vaak samen.

## Seksuele objectificatie
Bij seksuele objectificatie wordt iemand als lustobject beschouwd door een ander die op genot uit is: alleen iemands fysieke aantrekkelijkheid of sexappeal zijn van tel. Seksuele objectificatie, in het bijzonder de seksuele objectificering van vrouwen, is een belangrijk onderwerp in het feminisme en in door het feminisme beïnvloede psychologische theorieën. De term seksuele objectificatie werd gelanceerd tijdens de tweede feministische golf en de publicaties van die beweging wezen met klem op dit gevaar. Vele feministen beschouwen seksuele objectificatie als verwerpelijk en beklemtonen dat de ongelijke behandeling van de geslachten er in belangrijke mate door veroorzaakt wordt.
Seksuele objectificatie komt ook aan bod in de vakgebieden seksuele ethiek en filosofie van de seksualiteit. De toenemende zichtbaarheid van seksuele objectificatie in het dagelijkse leven wordt populair als pornoficatie van de samenleving aangeduid. 

### Objectificatietheorie
De objectificatietheorie is een theorie in de ontwikkelingspsychologie. Zij stoelt op de veronderstelling dat meisjes en vrouwen het primaire beeld van hun lichaam ontwikkelen door de blik van anderen. Dit kan via de media of door de directe blik van anderen. Door een verwarring van het verwachte en het echte uiterlijk, worden meisjes geconditioneerd om hun lichamelijke eigenschappen vanuit de perceptie van derden te objectificeren (in de vakliteratuur komt ook "objectiveren" met deze betekenis voor). De objectificatietheorie speelt een belangrijke rol in het hedendaagse feminisme en in van het feminisme afgeleide psychologische theorieën. Het proces beschreven in deze theorie zou belangrijk zijn in de ontwikkeling van meisjes tot jonge vrouwen — rond de puberteit — en de genderrollen en sociale ongelijkheid tussen de geslachten sterk beïnvloeden.

### Psychologische gevolgen
Onderzoek toont aan dat de objectificatietheorie tot een beter begrip leidt van de invloed van frequente afbeeldingen op de persoonlijke ontwikkeling en geestelijke gezondheid van de kijker. 
In de literatuur worden de volgende psychologische gevolgen van objectificatie in de media beschreven: het toenemen van angst voor de eigen lichaamsintuïtie, een laag zelfbeeld, klinische depressies, vormen van stereotypes, seksuele typering, verslechteringen van motoriek en prestatie, idealiseren van een bepaald lichaamstype, anorexia nervosa, boulimie, verandering van het seksuele bewustzijn en seksuele afwijkingen.

## Economische objectificatie
Economische objectificatie van werknemers komt voor wanneer de menselijkheid van werknemers ontkend wordt onder invloed van ver doorgedreven kapitalisme en bureaucratisering. Een werknemer wordt dan louter als een middel in het productieproces beschouwd. De eigenheid en het welzijn van de werknemer wordt ondergeschikt gemaakt aan de economische belangen van het bedrijf.
Volgens Marx treedt er vervreemding (Entfremdung of Entäusserung) op wanneer het product van arbeid niet langer eigen is aan de werknemer. Arbeid wordt in het kapitalisme verkocht als een waar, waarna het product wordt onteigend door de kapitaalbezitter, die de meerwaarde als winst incasseert of herinvesteert. Arbeid geeft dan geen bevrediging meer en geen gevoel van controle over de materie. Slachtoffers van illegale orgaanhandel en mensenhandel ondergaan een vorm van economische objectificatie. 

## Sociale objectificatie

### Lijfeigenschap
Lijfeigenschap of slavernij is een vorm van objectificatie: onvrijwillig in dienst komen of zijn van iemand die je als zijn eigendom behandelt.

### Objectificatie binnen het huwelijk
Soms wordt een (doorgaans vrouwelijke) partner gezien als eigendom van de andere (doorgaans mannelijke) partner in een huwelijk. Dit kan als een vorm van sociale objectificatie worden gezien.  Zo'n ongelijke behandeling volgens geslacht binnen het huwelijk komt voort uit de overgeleverde cultuur en religie.